# Lomographa margarita
Lomographa margarita är en fjärilsart som beskrevs av Moore 1867. Lomographa margarita ingår i släktet Lomographa och familjen mätare. Inga underarter finns listade i Catalogue of Life.

## Bildgalleri

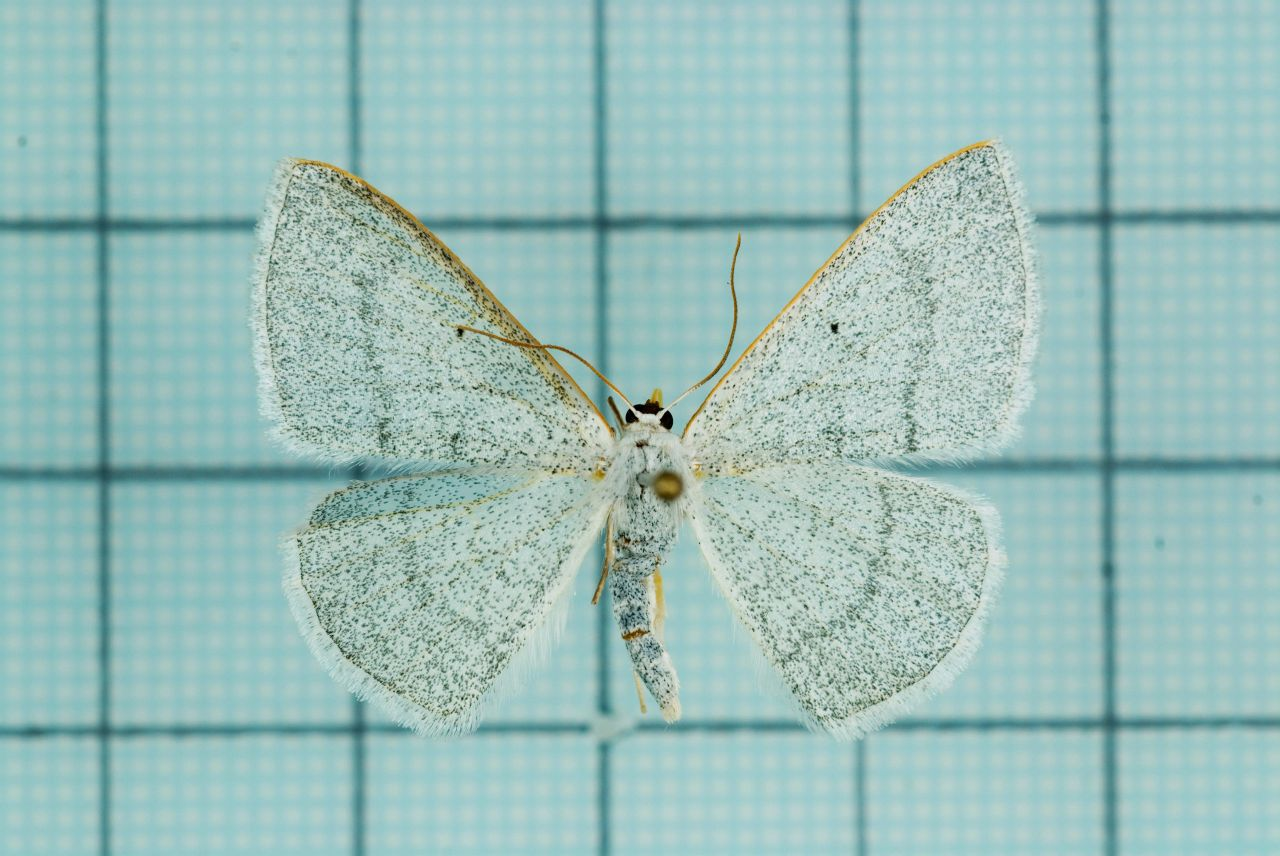
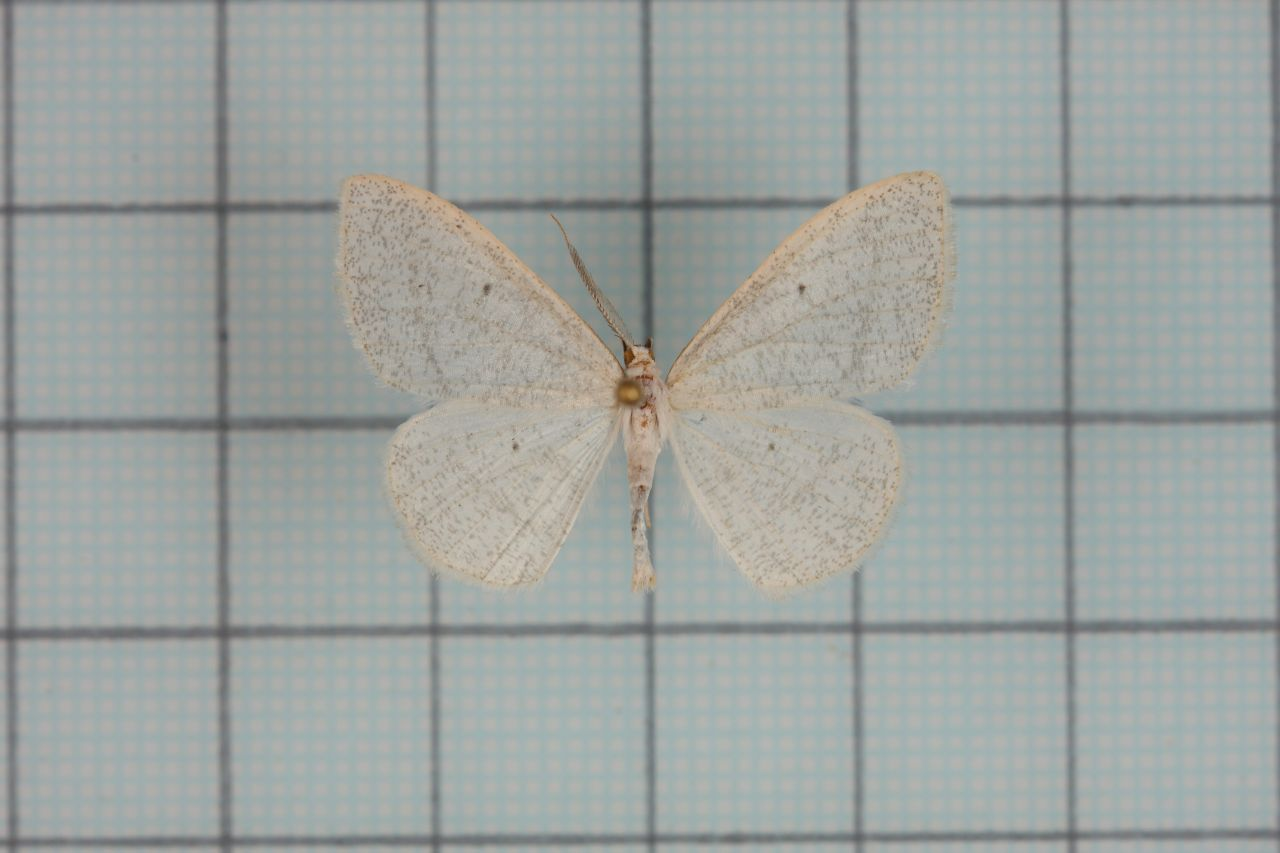